# Оркід (Флорида)
Оркід (англ. Orchid) — місто (англ. town) в США, в окрузі Індіан-Рівер штату Флорида. Населення — 516 осіб (2020).

## Географія
Оркід розташований за координатами 27°46′19″ пн. ш. 80°25′28″ зх. д. / 27.77194° пн. ш. 80.42444° зх. д. (27.771941, -80.424461).  За даними Бюро перепису населення США в 2010 році місто мало площу 4,81 км², з яких 3,19 км² — суходіл та 1,61 км² — водойми.

## Демографія
Згідно з переписом 2010 року, у місті мешкало 415 осіб у 215 домогосподарствах у складі 186 родин. Густота населення становила 86 осіб/км².  Було 325 помешкань (68/км²).
Расовий склад населення:
| - 98,6 % — білих - 1,0 % — азіатів |

До двох чи більше рас належало 0,5 %. Частка іспаномовних становила 1,4 % від усіх жителів.
За віковим діапазоном населення розподілялося таким чином: 0,7 % — особи молодші 18 років, 36,4 % — особи у віці 18—64 років, 62,9 % — особи у віці 65 років та старші. Медіана віку мешканця становила 67,5 року. На 100 осіб жіночої статі у місті припадало 92,1 чоловіків;  на 100 жінок у віці від 18 років та старших — 91,6 чоловіків також старших 18 років.
За межею бідності перебувало 4,0 % осіб, у тому числі 0,0 % дітей у віці до 18 років та 3,1 % осіб у віці 65 років та старших.
Цивільне працевлаштоване населення становило 51 особа. Основні галузі зайнятості: фінанси, страхування та нерухомість — 49,0 %, науковці, спеціалісти, менеджери — 11,8 %, освіта, охорона здоров'я та соціальна допомога — 9,8 %.